# Ресторан Американац
Ресторан Американац је један од најстаријих и најугледнијих нишких ресторана. Познат је, између осталог и по томе што је био једно од места на ком су се радо окупљали глумци, нарочито током Филмских сусрета. Деценијама је важио за култно место, а бити гост овог ресторана било је ствар престижа не само у Нишу и Србији, него широм некадашње Југославије.
Ресторан је почео са радом 1925. године. Отворио га је Никола Мандић по повртку из Америке. Седамдесетих година постао је култно место окупљања глумаца који су долазили на Филмске сусрете, а на врхунцу популарности био је у периоду између 1986. и 1990. године. Године 2009. ресторан је, због финансијских проблема који су тада погодили многе сличне објекте у Србији, затворен али је већ 2013. поново почео да ради. Ресторан је од отварања до данас у власништву нишке породице Мандић.

## Историја
Породична традиција ресторана „Американац” започела је 1925. године, када се из Америке вратио Никола Мандић. Иако по образовању ортопед, Никола је одлучо да се бави угоститељством.
Крајем шездесетих „Американац” постаје једно од култних места на ком су се окупљали боеми Ниша, глумци, музичари, плесачице и други уметници, спортисти, политичари, спикери, водитељи, модни креатори, мачо-момци, старлете, лекари, адвокати, судије и остали познати и мање познати грађани. Био је то ресторан домаће кухиње са етно амбијентом.
Крајем седамдесетих „Американац” уводи специјалан програм недељом увече под називом „Диско-бар Американац”, у то време јединствен у Југославији. Гости су долазили из целе тадашње заједничке државе па су за 150 места, колики је био капацитет дискотеке, биле неопходне резервације. У потпуно другачијем амбијенту од класичне етно слике ресторана, са лајтингом, плесним подијумом и другачијим угоститељским изненађењима, музику су пуштали популарни Ди-џејеви, а гостовале су и познате звезде попут Горана Бреговића и ЈУ групе.
Седамдесетих и осамдесетих година, захваљујући домаћој атмосфери и надалеко чувеној храни, кафана постаје култно место на коме су се сваке вечери током Филмских сусрета окупљале највеће звезде југословенског филма. Међу гостима ове кафане били су Светлана – Цеца Бојковић, Зинаида Дедакин, Данило – Бата Стојковић, Петар Божовић, Јосиф Татић, Фарук Беголи, Игор Гало, Бата Живојиновић, Љубиша Самарџић, Цица Перовић и многи други. Тако су 1971. године, када је на Филмске сусрете дошла екипа филма Скупљачи перја, Оливера Катарина и Беким Фехмију играли чочек на столу, а трубу им је свирао чувени Феат Сејдић, који је тада био још увек непознати музичар. Код „Американца” је 1973. године гостовао и један од најпознатијих холивудских парова – Елизабет Тејлор и Ричард Бартон. Те године је на Филмским сусретима приказан филм Сутјеска у коме је славни глумац играо Тита. Дошли су у ресторан, али су тражили да их обезбеђује 50 полицајаца. Тадашњи начелник нишке полиције је рекао да у граду нема толико милиционера и да то не може да им обезбеди, па су због тога убрзо отишли из кафане.
Ресторан „Американац” своје златно доба проживео је у периоду од 1986. до 1990. године. Тих година Ниш је имао директну авионску линију са Љубљаном, па није било ретко да гости из Словеније долете на ручак у Ниш. У Ниш су тада на Филмске сусрете и Хорске свечаности долазили многобројни гости, а ТВ Новости су управо у овом ресторану приређивале свечаност додељивања награде „Она и он” најпопуларнијем глумачком пару године.
Када је 2009. године дошло до велике економске кризе у Србији, „Американац” је доживео судбину многих tadašwih српских кафана и морао је да се затвори. Суноврат је почео 2007. године, када је у Нишу избила велика епидемија жутице, а октобра 2008. епидемија се поновила. Тада је у јавним гласилима објављено да је у једном ресторану дошло до заразе жутицом, али није речено у ком и то је испразнило кафане. Тешка економска криза koja je zatim nastupila, a која се посебно одразила на сиромашни југ Србије, додатно је смањила посету кафанама. Ипак, породица Мандић успела је да се опорави и 8. јуна 2013. ресторан је поново отворен. Иако реновиран, објекат је задржао некадашњи амбијент по коме га многи памте.

## Специјалитети ресторана
Ресторан „Американац” одувек је надалеко био чувен по доброј храни. Посебани специјалитети, познати широм тадашње Југославије, били су кавурма и урнебес салата. Главни мајстор годинама је била Драгица Мандић, чувена Кева, која је остала у сећању многих глумачких легенди, а о којој је писао и Момо Капор у једном од својих дела. Данас ресторан „Американац” нуди широк избор јела и пића, а међу специјалитетима куће су јела са роштиља, телеће главе и репови, сармице од виновог листа и многи други специјалитети српске кухиње.
Поред укусних јела ресторан „Американац” нуди могућност организовања прослава и обележавања значајних јубилеја, свакодневног уживања у једној од најлепших башти у граду и музици уживо.